# Murrieta
Murrieta – miasto w Stanach Zjednoczonych, w stanie Kalifornia, w hrabstwie Riverside. Według spisu ludności przeprowadzonego przez United States Census Bureau w roku 2010, w Murrieta mieszka 103 466 mieszkańców.